# Brian Wellman
Brian Wellman (8 settembre 1967) è un ex triplista bermudiano.

## Palmarès
| Anno | Manifestazione          | Sede                | Evento       | Risultato | Prestazione | Note                  |
| ---- | ----------------------- | ------------------- | ------------ | --------- | ----------- | --------------------- |
| 1991 | Universiadi             | Sheffield           | Salto triplo | Oro       | 17,07 m     |                       |
| 1993 | Mondiali indoor         | Toronto             | Salto triplo | Bronzo    | 17,27 m     |                       |
| 1994 | Giochi del Commonwealth | Victoria            | Salto triplo | Bronzo    | 17,00 m     |                       |
| 1995 | Mondiali indoor         | Barcellona          | Salto triplo | Oro       | 17,72 m     | Record dei campionati |
| 1995 | Mondiali                | Göteborg            | Salto triplo | Argento   | 17,62 m     | w                     |
| 1999 | Campionati CAC          | Bridgetown          | Salto triplo | Oro       | 17,01 m     |                       |
| 2001 | Campionati CAC          | Città del Guatemala | Salto triplo | Oro       | 17,24 m     | Record dei campionati |